# Siphocampylus umbellatus
Siphocampylus umbellatus är en klockväxtart som först beskrevs av Carl Sigismund Kunth, och fick sitt nu gällande namn av George Don jr. Siphocampylus umbellatus ingår i släktet Siphocampylus och familjen klockväxter. Inga underarter finns listade i Catalogue of Life.